# Косичі (Вілейський район)
Косичі (біл. вёска Косічы) — село в складі Вілейського району Мінської області, Білорусь. Село підпорядковане Нарочанській сільській раді, розташоване в північній частині області.